# Fanny Kemble
Frances Anne Kemble detta Fanny (Londra, 27 novembre 1809 – Londra, 15 gennaio 1893) è stata un'attrice teatrale e scrittrice inglese di epoca vittoriana, appartenente alla famosa famiglia teatrale Kemble.
Le è stato dedicato il cratere Kemble su Venere

## Biografia
Nata a Londra il 27 novembre 1809 dall'attore-impresario Charles Kemble, venne educata in Francia. La sua prima apparizione in un teatro fu il 26 ottobre 1829 quando recitò la parte di Giulietta al Royal Opera House. Da quel momento recitò tutte le parti più importanti, fra cui Julia nell'opera The Hunchback di James Sheridan Knowles. Nel 1834 lei si ritirò dalle scene per sposare il ricco proprietario terriero Pierce Butler, nipote dell'omonimo politico statunitense, uno dei padri fondatori degli Stati Uniti d'America. È morta a Londra nel 1893

### Curiosità
La storia del fidanzamento di un suo fratello con la figlia del rettore del King's College di Cambridge (raccontata dalla Kemble all'amico scrittore Henry James nel febbraio 1879) sarebbe servita da spunto per la stesura del romanzo Piazza Washington. Il personaggio di Morris Townsend sarebbe perciò basato sul fratello dell'attrice e quello della protagonista Catherine Sloper sulla sua fidanzata..

## Filmografia
Sulla sua vita è stato realizzato un film, Una vita per la libertà (titolo originale Enslavement: The True Story of Fanny Kemble, con Jane Seymour nella parte della protagonista.